# Engelbrekt (Oper)
Engelbrekt ist eine Oper in vier Akten von Natanael Berg. Sie behandelt das Leben den schwedischen Freiheitskämpfers Engelbrekt Engelbrektsson in der Zeit des Engelbrekt-Aufstandes. Sie wurde erstmals am 21. September 1929 im Kungliga Teatern in Stockholm aufgeführt.

## Instrumentation
Die Orchesterbesetzung der Oper enthält die folgenden Instrumente:
- Holzbläser: drei Flöten (auch Piccolo), drei Oboen (auch Englischhorn), drei Klarinetten (auch Bassklarinette), drei Fagotte (auch Kontrafagott)
- Blechbläser: vier Hörner, zwei Trompeten, drei Posaunen, Tuba
- Pauken, Schlagzeug (ein Spieler)
- Streicher

## Werkgeschichte
Als Librettist wollte Berg Erik Axel Karlfeldt gewinnen, dieser hielt es aber für besser, wenn der Komponist das Libretto selbst verfasst. So schrieb Berg nach dem Theaterstück Engelbrekt och hans Dalkarlar (Engelbrekt und seine Männer von Dalarna) von August Theodor Blanche auch das Libretto. Komponiert wurde die Oper zwischen 1926 und 1928, die Uraufführung fand am 21. September 1929 am Kungliga Teatern in Stockholm statt. Dirigent war Armas Järnefelt, die Titelrolle des Engelbrekt sang Einar Larsson. Weitere Mitwirkende waren die Sopranistin Helga Görlin, die Mezzosopranistin Irma Björck, die Tenöre Oskar Ralf, Einar Beyron und Henning Malm, der Bariton Joël Berglund sowie die Bässe Sven d’Ailly und Åke Wallgren.
1933 wurde die Oper nach einer deutschen Übersetzung von Fritz Tutenberg (1902–1967) in Braunschweig aufgeführt. Dort betrachtete man den Lobpreis auf den schwedischen Freiheitskämpfer Engelbrekt als Hommage an den „Führer“. Der Musikkritiker Ernst Stier (1847–1935) charakterisierte sie 1934 in der Zeitschrift für Musik als „erste Hitler-Oper“.